# Nexus 5
De Nexus 5 is de vijfde smartphone van de Amerikaanse zoekgigant Google. Het is het tweede Nexus-toestel van de Zuid-Koreaanse fabrikant LG. Het toestel is voor het eerst aangekondigd op 31 oktober 2013 op de Google Play Store.

## Software
De Nexus 5 is uitgerust met Googles eigen besturingssysteem, Android 4.4 "KitKat", de nieuwste versie van Android. De Nexusreeks staat bekend om de zo zuiver mogelijke Android-ervaring. Ze gebruiken namelijk de standaard interface van Android. Het voordeel hiervan is, dat updates snel kunnen worden uitgerold en dus sneller bij de gebruiker terechtkomen. De Nexus 5 was ook het eerste toestel dat geüpdatet kon worden naar de preview van Android Lollipop.

## Hardware
De Nexus 5 heeft een Full HD aanraakscherm van 5 inch met een resolutie van 1080 bij 1920 pixels. Zoals bij de Nexus 4 is het ook mogelijk om de smartphone draadloos op te laden, door de telefoon op een oplaadmatje neer te leggen. Verder is er een 8MP-cameralens aan de achterkant aanwezig, en een 1,3MP-camera aan de voorkant. De Nexus 5 is uitgerust met de Qualcomm Snapdragon 800 SoC, gekoppeld met een Adreno 330 GPU.
De eigenschappen van de Nexus 5 waren al lang bekend voor de officiële aankondiging door Google. De Nexus 5 was onder andere voor de release al te zien in een filmpje van Google.